# Dobra Nowogardzkie Północ
Dobra Nowogardzkie Północ – nieczynny kolejowy przystanek osobowy w Kościelniku, w gminie Dobra,
w województwie zachodniopomorskim, w Polsce. Przez przystanek biegła linia normalnotorowa z Nowogardu do stacji Dobra Nowogardzkie otwarta w dniu 30 sierpnia 1902 roku.